# Love your life,love my life
『love your life,love my life』（ラブ・ユア・ライフ,ラブ・マイ・ライフ）は、豊崎愛生の1枚目のオリジナルアルバム。2011年6月1日にMusicRay'nから発売された。

## 概要
2種類の仕様で発売され、初回限定盤はDVDが、初回限定版・通常版両方に4月13日にリリースされた「春風 SHUN PU」とのW購入特典用応募フライヤーが付属した。それまでに発売されたシングル4枚のA面とそのカップリング、新曲が収録されているが、2枚目のシングル「ぼくを探して」収録の「ソラソラ☆あおぞら」および4枚目のシングル「春風 SHUN PU」収録の「KARA-KURI DOLL」は収録されていない。既発曲はアルバム収録にあたってリマスタリングがされている。
当初は5月18日に発売予定だったが、東日本大震災の影響で2週間延期された。なお、本作を引っ提げたソロツアー『love your live』が6月に中野サンプラザ、中京大学文化市民会館オーロラホール、神戸国際会館こくさいホールの3会場で開催された。

## 収録曲
1. Hello Allo [4:19]
作詞：古屋真、作曲・編曲：関淳二郎
2. 春風 SHUN PU [4:09]
作詞・作曲: つじあやの、編曲: 関淳二郎
3. Alright [4:33]
作詞・作曲: Keito Blow、編曲: 岸村正実
4. 何かが空を飛んでくる [4:33]
作詞・作曲: 谷山浩子、編曲：石井AQ
5. march [4:22]
作詞・作曲・編曲：コトリンゴ
6. Magical Circle [3:56]
作詞・作曲・編曲：重永亮介
7. パティシエール [4:02]
作詞・作曲・編曲：仁科亜弓
8. ぼくを探して [4:18]
作詞：CHARA・加藤哉子、作曲：CHARA、編曲：SWING-O
9. カレイドスコープ [4:30]
作詞：古屋真、作曲：TAKUYA、編曲：馬場一嘉
10. 片想いのテーマ [4:16]
作詞・作曲：つじあやの、編曲：関淳二郎
11. Dill [4:03]
作詞：原田郁子、作曲：ミト、編曲：クラムボン
12. 君にありがとう [5:54]
作詞・作曲・編曲：奥華子
13. love your life [5:01]
作曲・編曲：Rie fu、編曲：馬場一嘉

## 参加ミュージシャン
Hello Allo
- 惠美直也：Bass
- 関淳二郎：Other Instruments

春風 SHUN PU
- 渡辺剛：Piano
- 田中栄二：Drums
- 惠美直也：Bass
- 関淳二郎：Other Instruments

Alright
- 鈴木雄大：Guitars, Electric Bass
- 岸村正実：Other Instruments

何かが空を飛んでくる
- 石井AQ：All Instruments

march
- コトリンゴ：All Instruments, Chorus

Magical Circle
- 重永亮介：All Instruments

パティシエール
- 馬場一嘉：Guitars
- hajimepop：Chorus
- 仁科亜弓：Other Instruments

ぼくを探して
- SWING-O a.k.a 45：All Instruments

カレイドスコープ
- TAKUYA：Electric Guitar
- 馬場一嘉：Other Instruments

片想いのテーマ
- 惠美直也：Bass
- YOKAN：Brass Section
- 関淳二郎：Other Instruments

Dill
- クラムボン：Arrangement

君にありがとう
- 奥華子：Piano

love your life
- 馬場一嘉：All Instruments